# Signalspiel
Ein Signalspiel (auch Signalisierungsspiel, engl.: signaling game) ist in der Spieltheorie ein dynamisches Spiel mit unvollständigen Informationen. In der Standardform werden Signalspiele mit zwei Spielern gespielt, wobei ein Spieler, der Sender, Signale abgibt und der Empfänger durch die Beobachtung der abgegebenen Signale versucht, Rückschlüsse auf den Typ des Senders zu ziehen. Dabei ist zu beachten, dass das Senden von Signalen für den Sender mit Kosten verbunden ist, wobei die Kosten vom Typ des Senders abhängen. Signalspiele sind eine Form der Bayesschen Spiele.

## Verlauf eines Signalspiels
Grundsätzlich lässt sich ein Signalsspiel in drei Spielrunden unterteilen:
1. In der ersten Runde wird mithilfe eines Zufallszuges (auch Naturzug genannt) der Typ des Senders bestimmt.
2. In der zweiten Runde gibt der Sender in Abhängigkeit von seinem Typ ein Signal ab, von welchem er sich den größtmöglichen Gewinn verspricht.
3. In der dritten Runde versucht der Empfänger durch die Beobachtung des abgegebenen Signals einzuschätzen, welchen Typ der Sender hat und wählt in Abhängigkeit davon seine für ihn beste Antwort.

### Kurzbeispiel
Angenommen ein Universitäts-Professor sucht einen neuen wissenschaftlichen Mitarbeiter. Dabei möchte der Professor möglichst jemanden, der sehr fleißig ist, da er ihm beim Korrigieren von Klausuren helfen soll. Bei dem Bewerber handelt es sich um einen Studenten, der von den Noten her den Vorstellungen des Professors entspricht, jedoch ist es für den Professor nicht möglich festzustellen, ob der Bewerber fleißig (Workaholic) oder faul (Faulpelz) ist. Um das zu überprüfen, legt der Professor in dem Zimmer, in dem der Student auf den Professor wartet mehrere Zeitschriften unordentlich aus, da er denkt, dass ein fleißiger Student die Zeitschriften ordnen wird.
- In der ersten Runde wird mithilfe eines Naturzuges mit einer Wahrscheinlichkeit von p ermittelt, ob der Student fleißig ist oder nicht.
- In der zweiten Runde kann der Student sich entscheiden, ob er die Zeitschriften sortiert oder nicht.
- In der letzten Runde entscheidet sich der Professor, nachdem er anhand des Signals eingeschätzt hat, ob der Bewerber ein Workaholic oder ein Faulpelz ist, ob er den Studenten einstellt oder nicht.

## Formale Definition
Festlegung der Spielertypen
Spieler i, mit i = S (Sender), E (Empfänger)
Zufallszug bestimmt Typ des Senders {\displaystyle \mathbf {t_{j}\in T} }, {\displaystyle T=\{t_{1},\dotsb ,t_{J}\}} mit {\displaystyle j=1,\dotsc ,J}
{\displaystyle J} = Anzahl der möglichen Typen des Senders
Strategiewahl:
S wählt seine Strategie {\displaystyle \mathbf {n_{k}\in N} }, {\displaystyle N=\{n_{1},\dotsb ,n_{K}\}} mit {\displaystyle n=1,\dotsc ,K}
{\displaystyle K} = Anzahl der verschiedenen Signale die S geben kann
E wählt seine Antwortstrategie {\displaystyle \mathbf {a_{l}\in A} }, {\displaystyle A=\{a_{1},\dotsb ,a_{L}\}} mit {\displaystyle a=1,\dotsc ,L}
{\displaystyle L} = Anzahl möglicher Antwortstrategien die E wählen kann
Die Auszahlungen hängen ab von: {\displaystyle U_{S}(t_{j},n_{k},a_{l})} und {\displaystyle U_{E}(t_{j},n_{k},a_{l})}
Ablauf
In der ersten Runde zieht die Natur zufällig einen Typ {\displaystyle \mathbf {t_{j}\ \in T} } für den Sender mit einer Wahrscheinlichkeit {\displaystyle \mathbf {p(t_{j})} }, wobei gilt: {\displaystyle p(t_{j})>0} und {\displaystyle p(t_{1})+p(t_{2})+\dotsb +p(t_{J})=1}
In der zweiten Runde wählt der Sender S (dabei weiß S, welchen Typen {\displaystyle \mathbf {t_{j}} } er innehat) ein Signal {\displaystyle \mathbf {n_{k}\in N} }
In der dritten und letzten Runde beobachtet E alle abgegebenen Signale {\displaystyle \mathbf {n_{k}} } und wählt eine Antwortstrategie {\displaystyle \mathbf {a_{l}\in A} }
Die Auszahlungen sind abhängig von:
{\displaystyle \mathbf {U_{S}(t_{j},n_{k},a_{l})} }
{\displaystyle \mathbf {U_{E}(t_{j},n_{k},a_{l})} }

## Mögliche Gleichgewichte
Bei Signalspielen unterscheidet man grundsätzlich zwischen drei verschiedenen Gleichgewichten, zwischen pooling equilibriums (auch vereinigende Gleichgewichte), separating equilibriums (auch separierende Gleichgewichte) und semi-separating equilibriums (auch semi-pooling equilibrium genannt). Das grundlegende Gleichgewichtskonzept, das bei Signalspielen Anwendung findet, ist das Konzept des perfekt bayesschen Gleichgewichts. Im folgenden werden Separating und Pooling Equilibrium näher beschrieben.

### Separating Equilibrium
Ein separierendes Gleichgewicht liegt vor, wenn jeder Sender abhängig von seinem Typ, verschiedene Strategien spielt. Das bedeutet, dass es gleich viele Sendertypen und Signale geben muss und jedem Sendertyp genau ein Signal zuzuordnen ist (Gegeben {\displaystyle T\{t_{1},\dots ,t_{J}\}} und {\displaystyle N\{n_{1},\dotsb ,n_{K}\}} muss gelten: {\displaystyle J=K} und {\displaystyle \{(t_{1},n_{1}),\dotsb ,(t_{J},n_{K})\}}). Wichtig ist dabei, dass keiner der Typen einen Anreiz hat, von der gewählten Strategie abzuweichen, sondern strikt seine gewählte Strategie spielt.
Wenn zum Beispiel zwei verschiedene Typen {\displaystyle \mathbf {t_{1}} } und {\displaystyle \mathbf {t_{2}} } in einem Spiel existieren und die möglichen Signale {\displaystyle \mathbf {n_{1}} } und {\displaystyle \mathbf {n_{2}} } sind, dann liegt ein separierendes Gleichgewicht vor, wenn {\displaystyle \mathbf {t_{1}} } strikt {\displaystyle \mathbf {n_{1}} } und {\displaystyle \mathbf {t_{2}} } strikt {\displaystyle \mathbf {n_{2}} } sendet. Der Empfänger wählt dann anhand des beobachteten Signals {\displaystyle \mathbf {n_{k}} } seine für ihn maximierende Strategie.
Im oben genannten Beispiel würde ein separierendes Gleichgewicht bedeuten, dass zum Beispiel ein Workaholic strikt die Zeitschriften sortieren würde und ein Faulpelz strikt die Zeitschriften nicht sortieren würde.

### Semi-separating Equilibrium
Ein semi-separating equilibrium kann auftreten, wenn es mehr Typen als Signale gibt (Gegeben {\displaystyle T\{t_{1},\dots ,t_{J}\}} und {\displaystyle N\{n_{1},\dotsb ,n_{K}\}} muss gelten: {\displaystyle J>K}).
Wenn es zum Beispiel vier verschiedene Typen {\displaystyle \mathbf {t_{1},\dotsb ,t_{4}} } aber nur zwei mögliche Signale {\displaystyle \mathbf {n_{1},n_{2}} } in einem Spiel existieren, dann liegt ein semi-separating equilibrium dann vor, wenn zum Beispiel {\displaystyle \mathbf {t_{1}} } und {\displaystyle \mathbf {t_{2}} } strikt {\displaystyle \mathbf {n_{1}} } und {\displaystyle \mathbf {t_{3}} } und {\displaystyle \mathbf {t_{4}} } strikt {\displaystyle \mathbf {n_{2}} } spielen.

### Pooling Equilibrium
Ein vereinigendes Gleichgewicht liegt vor, wenn der Sender unabhängig von seinem Typ immer die gleiche Strategie spielt. Das bedeutet, dass der Empfänger nicht durch das Signal die verschiedenen Typen von Sendern unterscheiden kann. Im Falle eines vereinigenden Gleichgewichtes muss der Empfänger Beliefs bilden, indem er schätzt wie wahrscheinlich ein bestimmter Typ {\displaystyle \mathbf {t_{j}} } ist. Über diese Beliefs maximiert der Empfänger dann seine Strategien.
Im Kurzbeispiel würde ein pooling equilibrium bedeuten, dass zum Beispiel der Faulpelz einen Anreiz hat, die Zeitschriften zu sortieren und sich somit als Workaholic zu tarnen. Dies hat er aber nur, wenn er durch die Tarnung eine höhere Auszahlung zu erwarten hat, als wenn er sich nicht tarnt.

## Beispiele für Signalspiele
Im Folgenden werden zur Veranschaulichung von Signalspielen zum einen ein Beispiel für ein separierendes Gleichgewicht und zum anderen eines für ein vereinigendes Gleichgewicht gegeben.

### Mitbewohner gesucht

Signalspielbaum für das Beispiel Mitbewohner gesucht

Im folgenden Spiel sucht eine Wohngemeinschaft {\displaystyle \mathbf {(WG)} } einen neuen Mitbewohner. Da bisher alle Bewohner der WG sehr lustige Menschen sind, suchen sie für das leere Zimmer ebenfalls einen lustigen Menschen. Dazu veranstaltet die WG ein Casting, um den neuen Mitbewohner {\displaystyle \mathbf {(B)} } zu finden. Um zu überprüfen, ob ein Bewerber (B) ein lustiger {\displaystyle \mathbf {(t_{L})} } oder ein ernster {\displaystyle \mathbf {(t_{E})} } Typ ist, legen sie während des Castings eine rote Clownsnase auf den Wohnzimmertisch, weil sie sich erhoffen, dass ernste Bewerber die Nase niemals aufsetzten würden {\displaystyle \mathbf {(n_{ab})} }.
Die WG kann entscheiden, ob sie einen Bewerber aufnimmt {\displaystyle \mathbf {(a_{ja})} } oder ablehnt {\displaystyle \mathbf {(a_{\text{nein}})} }.
In der Realität ist es auch so, dass ein lustiger Bewerber gerne die Nase aufsetzt {\displaystyle \mathbf {(n_{\text{auf}})} } und dabei sogar einen persönlichen Gewinn von 5 erzielt, da er gerne rumalbert. Ein ernster Bewerber hingegen würde für den Fall, dass er sich die Nase aufsetzt einen persönlichen Verlust von −5 in Kauf nehmen, da er sich mit der aufgesetzten Nase schämt.
Sollte die WG einen lustigen Mitbewohner finden, so würde sie einen Gewinn von 4 erzielen, im Falle eines ernsten Mitbewohner würde die WG genau auf 0 kommen, da ein ernster Mitbewohner den positiven Effekt der zusätzlichen Miete vollständig aufhebt.
Der Bewerber erzielt in jedem Fall einen Gewinn von 4, wenn er das Zimmer erhält.
Die Wahrscheinlichkeit {\displaystyle \mathbf {p(t_{L})} }, dass der Bewerber lustig ist, ist exogen gegeben.
Ablauf des Spiels:
1. Runde: {\displaystyle \mathbf {Z} } wählt mit einer Wahrscheinlichkeit von {\displaystyle \mathbf {p} }, ob {\displaystyle B(t_{j})=t_{L}}
2. Runde: Bewerber wählt Strategie in Abhängigkeit von {\displaystyle \mathbf {t_{j}} }:
B spielt strikt {\displaystyle \mathbf {n_{\text{auf}}} }, wenn er {\displaystyle \mathbf {t_{L}} } ist
B spielt strikt {\displaystyle \mathbf {n_{\text{ab}}} }, wenn er {\displaystyle \mathbf {t_{E}} } ist
3. Runde: WG entscheidet in Abhängigkeit von dem beobachteten Signal {\displaystyle \mathbf {n_{k}} }, ob sie den Bewerber aufnimmt oder ablehnt:
WG spielt strikt {\displaystyle \mathbf {a_{\text{ja}}} }, wenn sie {\displaystyle \mathbf {n_{\text{auf}}} } beobachtet
WG spielt strikt {\displaystyle \mathbf {a_{\text{nein}}} }, wenn sie {\displaystyle \mathbf {n_{\text{ab}}} } beobachtet
Durch die Strategiewahl der Spieler eliminieren sich die Teilspielbäume für {\displaystyle \mathbf {\{t_{E},n_{auf}\}} } und {\displaystyle \mathbf {\{t_{L},n_{ab}\}} }, da beide strikt dominierte Strategien sind.
Daraus folgt für die Beliefs der WG: {\displaystyle \alpha =1} und {\displaystyle \beta =0}.
Daraus ergibt sich als separierendes Gleichgewicht: {\displaystyle \mathbf {[(n_{\text{auf}},n_{\text{ab}}),(a_{\text{ja}},a_{\text{nein}})],\alpha =1,\beta =0} }
Die Auszahlung der beiden Spieler hängt somit nur noch von der Wahrscheinlichkeit ab, ob der Bewerber lustig oder ernst ist.
Für den Fall {\displaystyle p=0{,}5} ergeben sich als Auszahlungen:
{\displaystyle {\begin{aligned}U_{B}^{\text{Ges}}&=p\cdot U_{B}(t_{L},n_{\text{auf}},a_{ja})+(1-p)\cdot U_{B}(t_{E},n_{\text{ab}},a_{\text{nein}})\\&=0{,}5\cdot 9+0{,}5\cdot 0=4{,}5\\\end{aligned}}}
{\displaystyle {\begin{aligned}U_{WG}^{\text{Ges}}&=p\cdot U_{W}G(t_{L},n_{\text{auf}},a_{\text{ja}})+(1-p)\cdot U_{W}G(t_{E},n_{\text{ab}},a_{\text{nein}})\\&=0{,}5\cdot 4+0{,}5\cdot 0=2\\\end{aligned}}}

### Das Bier-Quiche-Spiel

Signalspielbaum für das Beispiel Bier-Quiche-Spiel

Im folgenden Spiel betritt ein Rowdy {\displaystyle \mathbf {(R)} } morgens eine Kneipe, um sich mit einem Gast {\displaystyle \mathbf {(G)} } zu prügeln {\displaystyle \mathbf {(a_{D})} }. Dabei möchte der Rowdy sich möglichst mit einem Weichei {\displaystyle \mathbf {(t_{W})} } prügeln, da dieser nicht zurückschlägt und ihm dies einen Gewinn von 1 einbringt. Jedoch befinden sich in der Kneipe auch Schlägertypen {\displaystyle \mathbf {(t_{S})} }. Wenn der Rowdy sich mit einem Schläger anlegt, zieht er den kürzeren, was einen Schaden von −1 für den Rowdy bedeutet. Daher hat der Rowdy auch die Möglichkeit zu fliehen {\displaystyle \mathbf {(a_{F})} }.
Der Rowdy kann zwar nicht zwischen Weicheiern und Schlägern unterscheiden, allerdings kann er beobachten, was die Personen in der Kneipe frühstücken. Dabei können sie zwischen einem Bier-Frühstück {\displaystyle \mathbf {(n_{B})} } und Quiche-Frühstück {\displaystyle \mathbf {(n_{Q})} } wählen.
Es ist außerdem so, dass Weicheier am liebsten ein Quiche-Frühstück und Schläger am liebsten ein Bier-Frühstück konsumieren. Beide haben einen persönlichen Gewinn von 1, wenn sie ihr Lieblingsfrühstück essen, und einen persönlichen Verlust von −1, wenn sie das andere Frühstück essen würden.
Sowohl Weicheier als auch Schläger wollen am liebsten eine Schlägerei vermeiden, weil beide einen persönlichen Schaden von −1 davontragen, wenn sie sich mit dem Rowdy prügeln.
Sollte der Rowdy flüchten, hat sowohl ein Weichei als auch ein Schläger einen persönlichen Gewinn von 4, weil sie sich freuen, dass der unangenehme Rowdy weg ist.
Die Wahrscheinlichkeit {\displaystyle \mathbf {p(t_{W})} }, dass der Gast ein Weichei ist, ist exogen gegeben. Hier sei sie gleich 0,5.
Ablauf des Spiels:
1. Runde: {\displaystyle \mathbf {Z} } wählt mit einer Wahrscheinlichkeit von {\displaystyle \mathbf {p} }, ob {\displaystyle B(t_{j})=\!\ t_{W}}
2. Runde: Der Gast wählt Strategie in Abhängigkeit von {\displaystyle \mathbf {t_{j}} }:
{\displaystyle \mathbf {G(t_{W})} } würde am liebsten {\displaystyle \mathbf {n_{Q}} } spielen, da er aber weiß, dass R niemals einem Duell ausweichen würde, wenn er {\displaystyle \mathbf {n_{Q}} } beobachtet und strikt einem Duell ausweicht, wenn er {\displaystyle \mathbf {n_{B}} } beobachtet, hat {\displaystyle \mathbf {G(t_{W})} } einen Anreiz abzuweichen, da gilt:
{\displaystyle {\begin{aligned}&\ \ \ \ \ \alpha \cdot u_{G}(t_{W},n_{B},a_{F})>\beta \cdot u_{G}(t_{W},n_{Q},a_{D})\\&\Leftrightarrow \alpha *(3)>\beta *(0)\\&\Leftrightarrow 3\alpha >0\\\end{aligned}}}
G spielt strikt {\displaystyle \mathbf {n_{B}} }, wenn er {\displaystyle \mathbf {t_{S}} } ist
3. Runde: R entscheidet in Abhängigkeit von dem beobachteten Signal {\displaystyle \mathbf {n_{k}} }, ob er sich duelliert oder flieht:
R würde, wenn er separieren könnte, strikt {\displaystyle \mathbf {a_{D}} } spielen, sobald er {\displaystyle \mathbf {n_{Q}} } beobachtet
R würde, wenn er separieren könnte, strikt {\displaystyle \mathbf {a_{F}} } spielen, sobald er {\displaystyle \mathbf {n_{B}} } beobachtet
Dadurch, dass das Weichei einen Anreiz hat abzuweichen, kann R nicht mehr 100 % mithilfe des Signals auf den Typ schließen, da es sein kann, dass ein Weichei ein Bier-Frühstück wählt, um sich als Schläger zu tarnen und somit der Schlägerei zu entgehen.
Daher muss der R Beliefs {\displaystyle (\alpha \land \beta )} bilden, mit denen er abschätzt, wie wahrscheinlich es ist, dass ein Weichei das Bier-Frühstück wählt beziehungsweise ein Schläger das Quiche-Frühstück.
Daher ergeben sich in diesem Beispiel zwei pooling equilibriums:
{\displaystyle \mathbf {([(n_{B},n_{B}),(a_{F},a_{D})],\alpha \leq 0{,}5} } und {\displaystyle \mathbf {\beta \geq 0{,}5)} } und
{\displaystyle \mathbf {([(n_{Q},n_{Q}),(a_{D},a_{F})],\alpha \geq 0{,}5} } und {\displaystyle \mathbf {\beta \leq 0{,}5)} }
Dabei ist das zweite Beispiel jedoch sehr unrealistisch, da ein Schläger kaum einen Anreiz hat, Quiche zu frühstücken, und somit der Rowdy niemals mit einer Wahrscheinlichkeit von über 0,5 glauben würde, dass ein Schläger ein Quiche-Frühstück isst. Mathematisch lässt sich das zweite Gleichgewicht jedoch nicht mithilfe der Eliminierung dominanter Strategien entkräften, sondern man benötigt das von In-Koo Cho und David Kreps entwickelte Verfahren des Intuitiven Kriteriums.

## Bedeutung und Anwendung von Signalspielen
Signalspiele spielen gerade in der praktischen Spieltheorie eine große Rolle. Sie ermöglichen es sehr anschaulich Situationen darzustellen, in denen Personen miteinander interagieren wollen beziehungsweise müssen, aber nicht alle relevanten Informationen übereinander haben.
Vor allem bei „Arbeitgeber-Arbeitnehmer-Spielen“ kommen Signalspiele zum Einsatz. Mit Hilfe von Signalspielen lassen sich jedoch auch Investitionen einer Firma in Werbung oder die Entstehung von sozialen Normen modellieren. Einen weiteren Zweck erfüllen Signalspiele aber auch bei der Analyse von unerwarteten Handlungen des Interaktionspartners. Gerade bei Pooling Equilibriums kann man sehr gut beobachten, wie Personen Situationen einschätzen, in denen sie die anderen Personen nicht unterscheiden können. Grundsätzlich kann man mit Signalspielen alle Alltagssituationen modellieren, in denen man von verschiedenen Typen des Interaktionspartners ausgehen muss und diese Typen zwar kennt, aber nicht seinem Interaktionspartner zuordnen kann.